# Pezzolo Valle Uzzone
Pezzolo Valle Uzzone – miejscowość i gmina we Włoszech, w regionie Piemont, w prowincji Cuneo.
Według danych na rok 2004 gminę zamieszkiwało 370 osób, 13,7 os./km².